# Расплата (фильм, 1995)
«Расплата» (англ. Payback) — кинофильм.

## Сюжет
Герой С. Томаса Хауэлла, оставшийся в живых в перестрелке, сидит в тюрьме. От старого зэка он узнает, где спрятана куча денег. Условие одно: сначала расправиться с садистом-начальником тюрьмы, а потом уже взять бабки. Однако, когда главный герой выходит на свободу, ситуация запутывается сложнее: бывший начальник, ослепший в автокатастрофе, женат на сексапильной дамочке и совершенно безвреден. Не отомстить ли ему более оригинально, нежели просто убить?..

## В ролях
- Хауэлл, Кристофер Томас — Оскар Бонсеттер
- Маршалл Белл — Том Гуллерман
- Северанс, Джоан — Роуз Гуллерман
- Келли, Лиза Робин — девушка-подросток